# Aroldis Chapman
Albertín Aroldis Chapman de la Cruz, soprannominato "Cuban Missile" e "Cuban Flame Thrower" (Holguín, 28 febbraio 1988), è un giocatore di baseball cubano naturalizzato statunitense che gioca nel ruolo di lanciatore di rilievo per i Boston Red Sox della Major League Baseball (MLB).

## Biografia
Chapman è nato nella città di Holguín a Cuba. Ha vissuto la sua infanzia in una casa da tre stanze con il padre, un allenatore di pugilato, la madre, una casalinga, e le due sorelle. Suo nonno paterno emigrò dalla Giamaica per Cuba.

## Carriera

### Campionato cubano
Chapman debuttò nella Serie Nacional de Béisbol nel 2006. Nel 2007 con la Nazionale di baseball di Cuba vinse una medaglia d'oro ai giochi panamericani e una d'argento nel campionato del mondo. Nel 2009 partecipò al World Baseball Classic.

### Major League
Chapman defezionò da Cuba nell'estate 2009 nei Paesi Bassi, durante un torneo che disputava con la nazionale cubana. Il 10 gennaio 2010 firmò un contratto di 6 anni con i Cincinnati Reds.
Iniziò la stagione 2010 in Tripla-A e debuttò nella MLB il 31 agosto 2010, al Great American Ball Park di Cincinnati contro Milwaukee Brewers, nell'ottavo inning. La prima vittoria la ottenne il 1º settembre, di nuovo contro i Brewers. Il 24 settembre 2010, Chapman lanciò la palla più veloce mai registrata nella storia della MLB, 105,1 miglia l'ora (169,1 km/h) nell'ottavo inning. Giocò con i Reds fino alla stagione 2015, venendo convocato per quattro All-Star Game consecutivi dal 2012 al 2015.

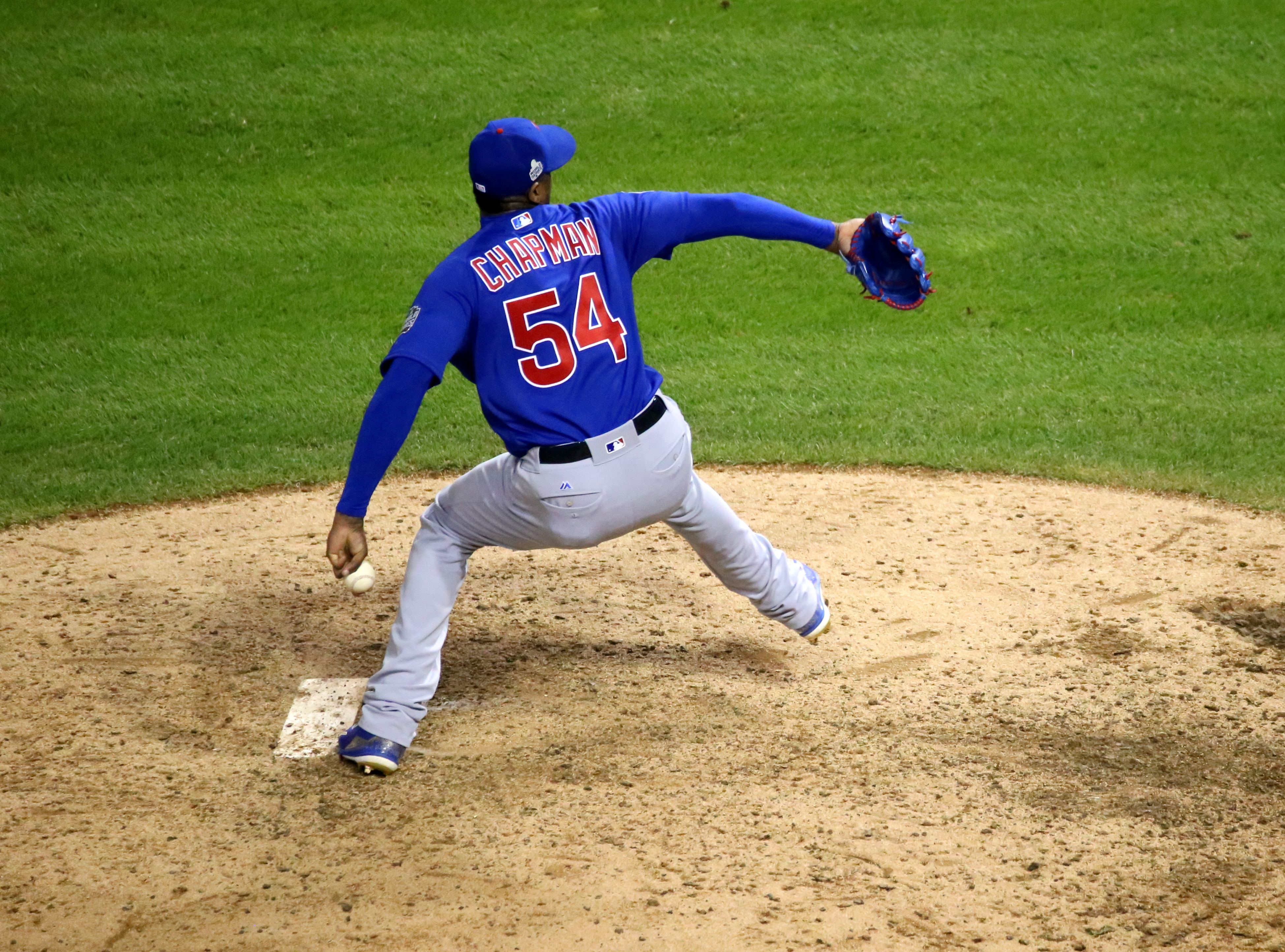
Chapman con i Chicago Cubs in gara 7 delle World Series 2016

Il 28 dicembre 2015, Chapman fu scambiato con i New York Yankees in cambio di quattro prospetti delle minor league. Il 25 agosto 2016 fu nuovamente scambiato, questa volta con i Chicago Cubs, in cambio di 5 giocatori. Nelle National League Division Series contro i San Francisco Giants fece registrare un nuovo record delle NLDS con tre salvezze su quattro occasioni. In gara 1 delle National League Championship Series (NLCS) contro i Los Angeles Dodgers sprecò una salvezza ma rimase in campo e alla fine i Cubs rimontarono, guadagnando la vittoria.. In gara 5 delle World Series 2016, con i Cubs in svantaggio per 3-1 nella serie, giocò gli ultimi tre inning concedendo una sola valida e conservando il vantaggio di 3–2 per Chicago. Nella decisiva gara 7 sprecò una salvezza ma risultò il lanciatore vincente dopo che rimase in campo e i Cubs vinsero il titolo al 10º inning, conquistando le prime World Series degli ultimi 108 anni.
Chapman divenne cittadino statunitense nell'aprile 2016.
Il 15 dicembre 2016, Chapman firmò un contratto quinquennale del valore di 86 milioni di dollari per fare ritorno agli Yankees. Fu il più ricco contratto della storia per un lanciatore di rilievo. La sua stagione regolare 2017 si chiuse con 22 salvezze e una media PGL di 3.22, perdendo due mesi di gioco per un infortunio a una spalla. Gli Yankees giunsero fino alla American League Championship Series dove furono eliminati per quattro gare a tre dagli Houston Astros.
Dopo cinque stagioni con gli Yankees, nel gennaio 2023 Chapman venne ingaggiato dai Kansas City Royals ma a giugno fu ceduto ai Texas Rangers, con i quali vinse per la seconda volta le World Series.
Nel gennaio 2024 Chapman firmò un contratto annuale con i Pittsburgh Pirates del valore di 10,8 milioni di dollari.

## Palmarès

### Club
- World Series: 2

Chicago Cubs: 2016
Texas Rangers: 2023

### Individuale
- MLB All-Star: 7

2012-2015, 2018, 2019, 2021

### Nazionale
- Campionato mondiale di baseball:  Medaglia d'Argento

Team Cuba: 2007
- Giochi panamericani:  Medaglia d'Oro

Team Cuba: 2007